# D-型小行星
D-型小行星有非常低的反照率和無特徵的淺紅色電磁頻譜 。它被認為成分中富含有機矽酸鹽、碳、和無水矽酸鹽，在其內部可能還有水冰 。發現的D-型小行星主要分布在小行星帶的外側和更外面的區域；例如阿達拉 (Atala )、阿基里斯 (Achilles)、霍克得 (Hektor)和希達高 (Hidalgo)。
尼斯模型認為D-型小行星是被捕獲的古柏帶天體。
在1992年，Larry A. Lebofsky和同事發表一篇文章，他們發現主帶的D-型小行星 Irmintraud 的光譜在3微米的特徵。此一特徵被認為是表面有水存在的暗示，並表明D-型小行星更有可能是經過改變的狀態，而不是不變的，原始的或原始的狀態。